# Denis Baumgartner
Denis Baumgartner (* 2. února 1998, Senica, Slovensko) je slovenský fotbalový záložník a mládežnický reprezentant, od roku 2014 hráč italského klubu UC Sampdoria, od léta 2017 na hostování v AS Livorno.

## Klubová kariéra
Svoji fotbalovou kariéru začal v Senici. Od 26. 2. 2014 byl na testech v italském Juventusu Turín. Od roku 2013 nastupoval v 15 letech za dorost do 17 let a 21. února 2014 vyhrál anketu o nejlepšího sportovce města roku 2013 v kolektivní kategorii mladší dorostenci U17. Před ročníkem 2014/15 (29. 7. 2014) přestoupil za nespecifikovanou částku do italského klubu UC Sampdoria, kde podepsal tříletý kontrakt. V mužstvu působil v mládežnickém týmu hrajícím italskou mládežnickou ligu Primavera.
Koncem srpna 2017 odešel ze Sampdorie na hostování do třetiligového italského klubu AS Livorno.

## Reprezentační kariéra
Baumgartner je mládežnickým reprezentantem Slovenska.
Od roku 2013 byl členem slovenské reprezentace do 16 let. Poté reprezentoval vlast v kategoriích U17, U8 a U19.